# Sankt Stefanskyrkan i Ars-en-Ré

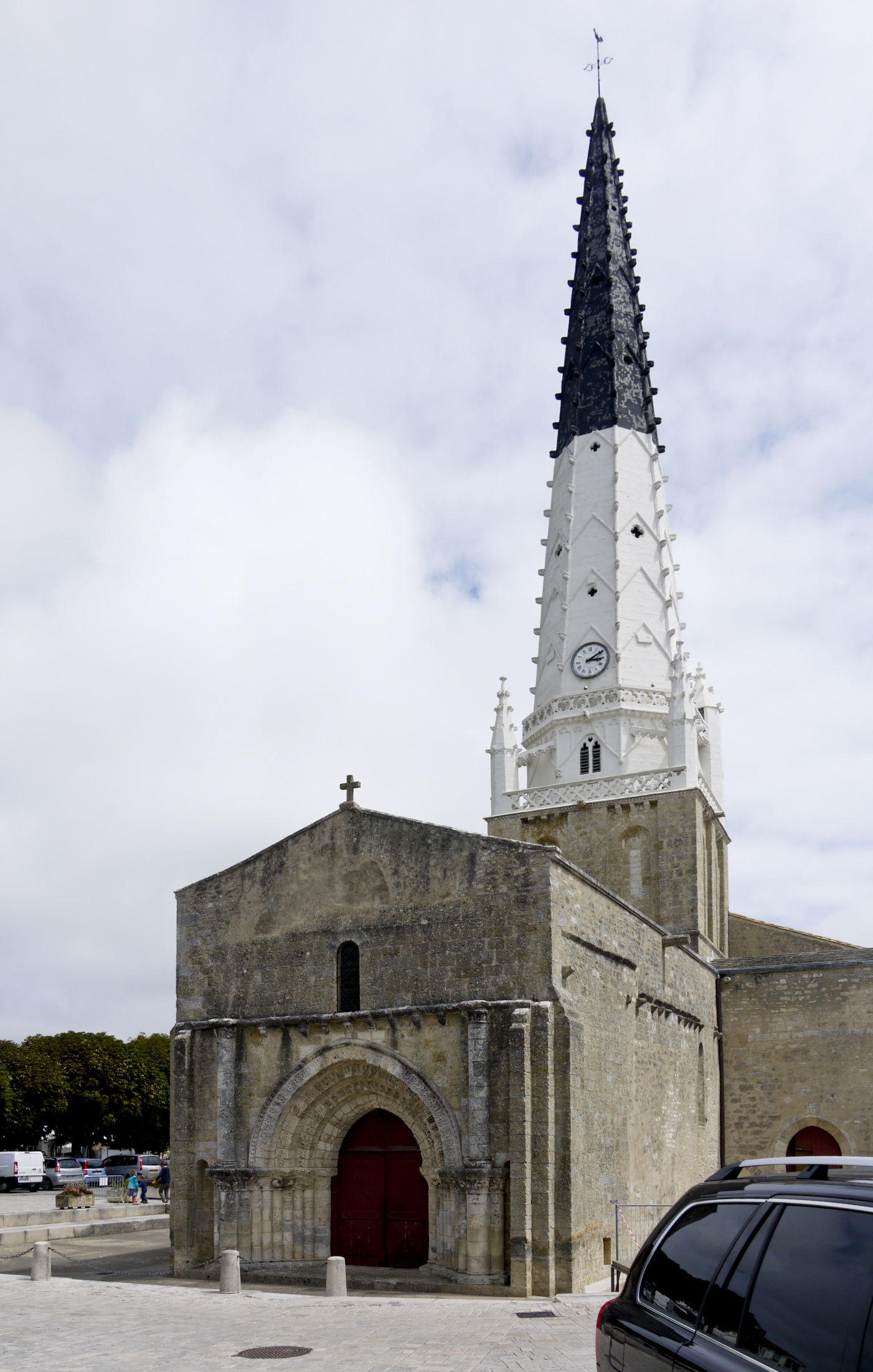

Sankt Stefanskyrkan i Ars-en-Ré (på franska Église Saint-Étienne d'Ars-en-Ré) byggdes huvudsakligen på 1400-talet och är tillägnad Sankt Stefan (Saint Étienne). Samhället Ars-en-Ré ligger på ön Île de Ré i Biscayabukten.

## Historia
Kyrkan är en av de äldsta på Île de Ré. De tidigaste spåren kan härledas till 1000-talet. Det var då en liten rektangulär klosterkyrka som hörde till klostret i Saint-Michel-en-l'Herm.

## Karakteristik
Kyrkan är ett exempel på gotisk arkitektur. Kyrkan bildar ett kors, med portalen mitt för skeppet och koret. Portalen är gjord i en stil som markerar övergången mellan romansk och gotisk stil, med vackra skulpturer. De religiösa bilderna i kyrkan dateras till senare delen av 1600-talet.
Kyrktornet från 1400-talet, imponerande i storlek, tjänar som landmärke för sjöfarare. Som hjälp är tornet tydligt målat i svart och vitt. Tornet rasade samman 1840 efter en våldsam storm. Det har oktagonal form. Tornet har tre klockor, med namnen Françoise (den största, som slår E), Marie-Victoire (den mellersta, som slår G) och Louise (den minsta, som slår B).

## Övrigt
Kyrkan var också en begravningsplats på 1600- och 1700-talet för präster och bemärkta personer etc.

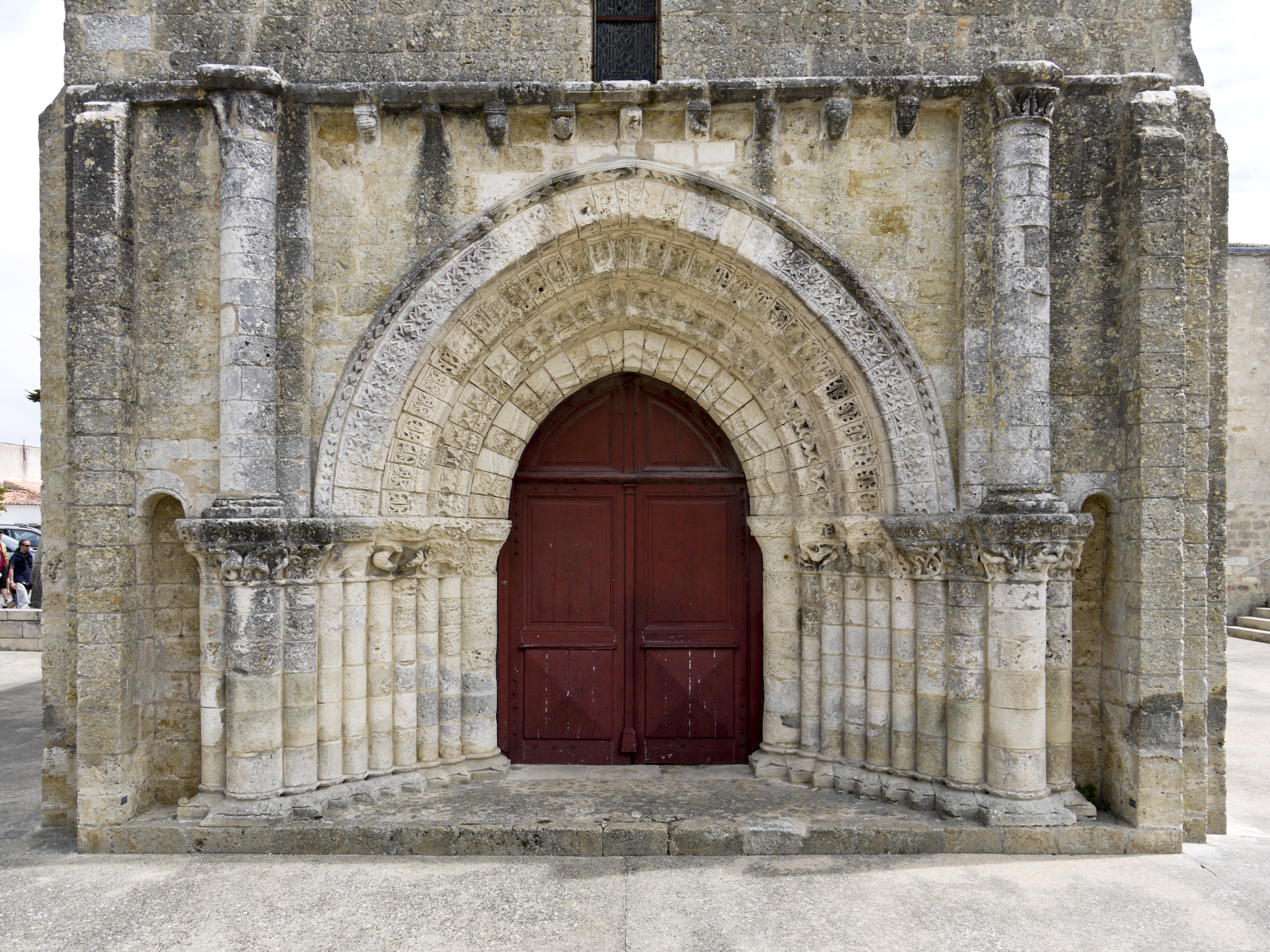
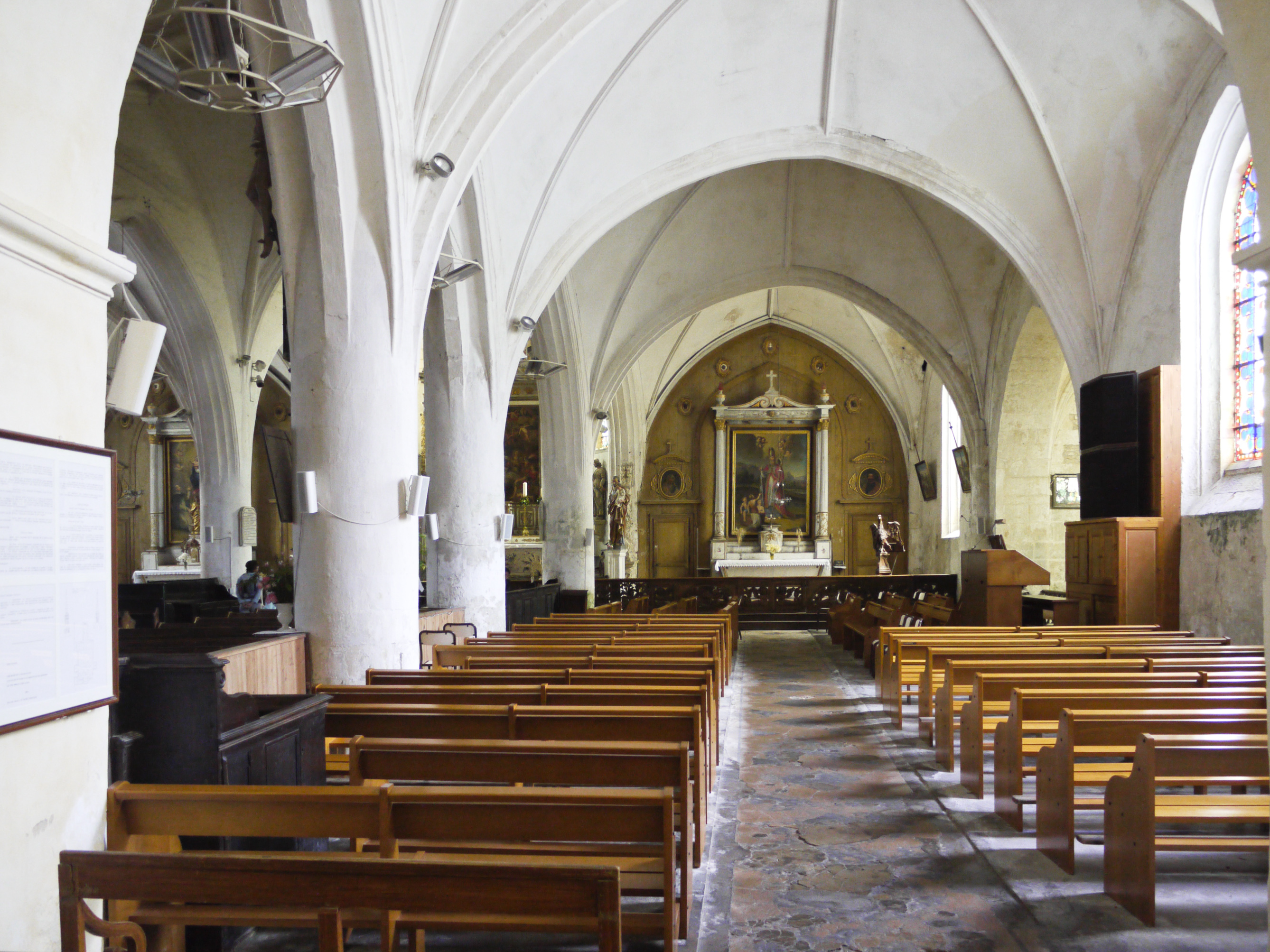
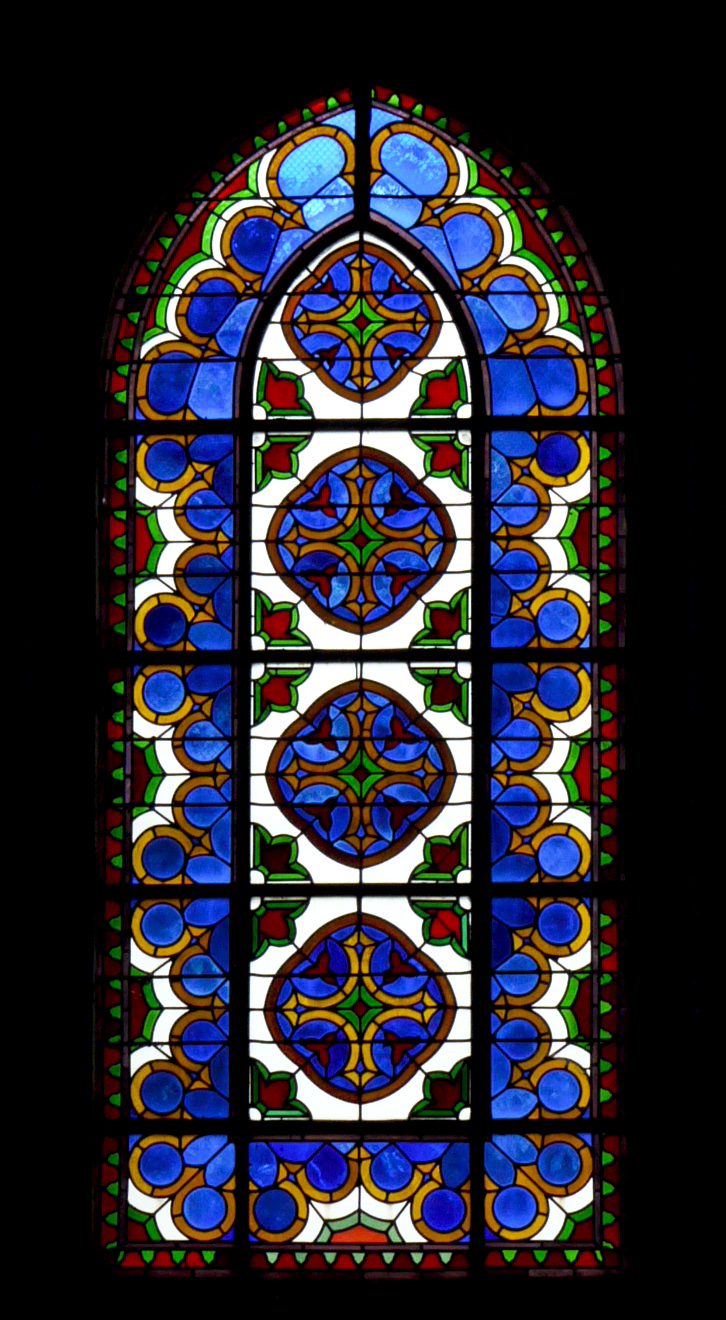